# Мацейко Григорій
Григорій Мацейко, (псевдонім: «Ґонта», «Петро Книш», «Володимир Ольшанський»; 7 серпня 1913, місто Щирець, Львівський повіт, Королівство Галичини та Володимирії, Австро-Угорщина (нині селище Львівського району, Львівської області, України) — 11 серпня 1966, Ланус, Аргентина) — член Організації українських націоналістів, виконавець замаху на міністра внутрішніх справ Польщі Броніслава Перацького.

## Життєпис

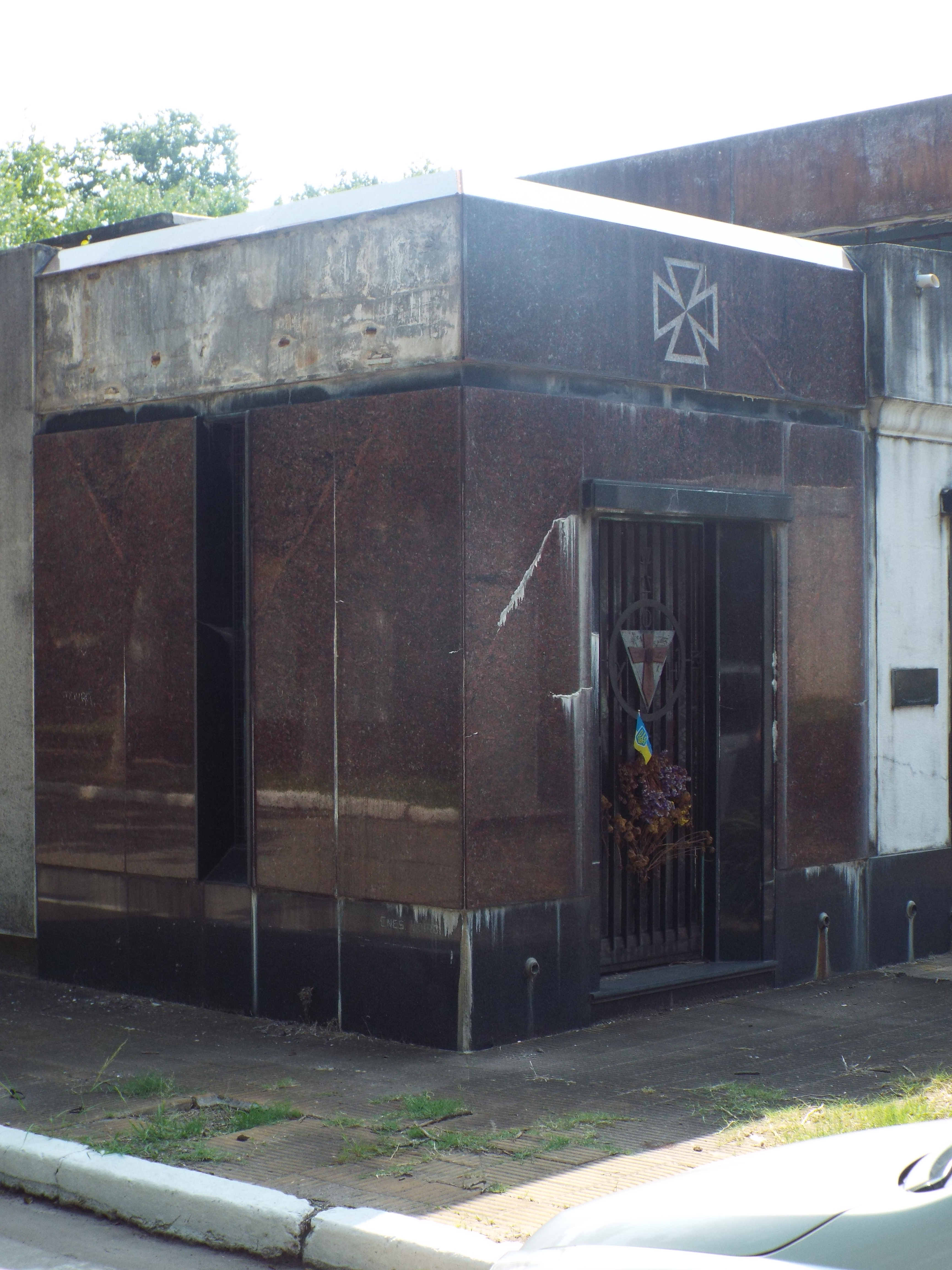
Гробівець Григорія Мацейка на цвинтарі в містечку Ланус

Народився у містечку Щирці, Львівщина. Був членом спортивного товариства «Луг», гімнастом. 
У 1929 році став членом ОУН. 
У 1931 році несвідомо допоміг польській поліції затримати члена ОУН Івана Мицика, який того ж року з доручення організації зліквідував на вулиці провокатора і секретного співробітника польської поліції Євгена Бережицького. Мацейко думав, що це втікає звичайний злочинець і загородив йому дорогу. Щоби себе реабілітувати він добровільно зголосився виконати будь-яку роботу з доручення Крайової Екзекутиви ОУН, керівником якої в ті роки був Степан Бандера.
Арештовувався польською поліцією у 1933 році. Відомий завдяки вбивству міністра внутрішніх справ Польщі Броніслава Перацького, здійсненого 15 червня 1934 року. Після замаху на Перацького втік з Галичини, був переправлений спочатку до Чехословаччини,  згодом до Аргентини.
Був одружений. Після розлучення поліція дізналася, ким насправді є «Петро Книш». Мусив переховуватися та змінювати помешкання.  
Мацейко працював у Сан-Ніколас Саміс біля Розаріо в Чако в майстернях на металургійних підприємствах, на виготовленні бляхи та різних речей. Г. Мацейко мешкав під конспіративним ім'ям та прізвищем — Pedro Ovilavičius. Пізніше він мешкав у містечку Ланус біля Буенос-Айреса. Похований 15 серпня 1966 року на місцевому цвинтарі у Ланусі. 
16 грудня 1972 року його останки були перенесені до спеціально побудованого громадським Комітетом охорони могили Г. Мацейка гробівця. На могилі покійного було споруджено мармуровий пам'ятник з портретом, що його профінансувало членство ОУН в Аргентині.    
Координати поховання — -34.731350°, -58.375317° [Архівовано 1 травня 2022 у Wayback Machine.].

## Резонанс убивства
За фактом убивства Б. Перацького було порушено кримінальну справу та затримано 12 підозрюваних членів ОУН, серед яких опинилися Степан Бандера (крайовий провідник ОУН) та Богдан Підгайний (псевдо Бик; другий, після Шухевича, бойовий референт Крайової Екзекутиви ОУН), яких було заарештовано за два дні до вбивства при спробі перетнути польсько-чеський кордон. Слідству, яке тягнулося півтора року, значно посприяло викриття «Архіву Сеника» у 1934 році. Закінчилася справа двомісячним Варшавським процесом 1935—1936, який мав міжнародний резонанс. Як і в інших своїх судових процесах, ОУН використала всеосяжне висвітлення Варшавського процесу в польській і міжнародній пресі для власної пропаганди та інформування громадськості щодо своєї діяльності.
Невдовзі по завершенню Варшавського процесу усі 12 його підсудних, разом з іншими 15 членами ОУН, стали звинувачуваними у новому процесі, який було відкрито у Львові з приводу вбивства педагога Івана Бабія та студента Якова Бачинського. Як показала експертиза, Броніслав Перацький та останні дві жертви ОУН були застрелені з одного револьвера, який Григорій Мацейко, втікаючи, віддав бойовій референтурі ОУН у Львові. Приводом до страти Івана Бабія стали його заклики до молоді співпрацювати з польською поліцією, а Яків Бачинський був агентом цієї поліції. (На суді Степан Бандера відмовився свідчити про те, як це було викрито ОУН заради безпеки організації). За результатами двох процесів Степана Бандеру було засуджено до двох довічних ув'язнень; Микола Лебідь, Ярослав Карпинець, Микола Климишин, Богдан Підгайний та Роман Мигаль — отримали по довічному ув'язненню. Інші підсудні отримали менш жорсткі вироки.

## Вшанування пам'яті
10 грудня 2015 року у місті Конотопі на честь Григорія Мацейка названа вулиця.